# Asmate punctiferata
Asmate punctiferata là một loài bướm đêm trong họ Geometridae.